# Héctor Rangel
Héctor Hugo Zamarron Rangel (nascido em 20 de agosto de 1980) é um ciclista olímpico mexicano. Representou sua nação nos Jogos Olímpicos de Verão de 2012, na prova de corrida individual em estrada, terminando em 38º lugar.